# أنشوفة برمودا
أنشوفة برمودا (الاسم العلمي:Anchoa choerostoma) (بالإنجليزية: Bermuda anchovy)‏ هي نوع من الأسماك تتبع جنس الأنشوفة من الفصيلة البلمية.